# جولیا میگنس
جولیا میگنس (انگلیسی: Julia Migenes؛ زادهٔ ۱۳ مارس ۱۹۴۹) یک هنرپیشه، موسیقی‌دان و خواننده متزو سوپرانو اپرا اهل ایالات متحده آمریکا است.
از فیلم‌ها یا برنامه‌های تلویزیونی که وی در آن نقش داشته است می‌توان به کارمن اشاره کرد.